# Église épiscopalienne américaine de Saint James
L'Église épiscopalienne américaine de Saint James est une église anglicane et vieille-catholique située à Florence en Italie, devant les jardins Oricellari et derrière le jardin Corsini. 

## Histoire
Une congrégation de l'église épiscopalienne américaine existe dans la ville depuis 1868. En 1906, la communauté épiscopalienne américaine de Florence a chargé l'architecte Riccardo Mazzanti de construire une église. Le même architecte avait déjà construit le somptueux palais Cesaroni dans la même via Rucellai. L'église se dresse sur la route ouverte en 1898 pour lotir les jardins Oricellari. 
Le magnat John Pierpont Morgan, qui souhaitait superviser personnellement le projet en impliquant d'autres consultants, était l'un des principaux soutiens de l'entreprise. La première pierre a été posée en 1908, attestée par une plaque portant la date du 23 avril. 
La nouvelle église a été consacrée le 8 novembre 1911, mais le campanile était incomplet, car son élévation avait été décidée seulement en octobre 1911. Elle est achevée en 1927 avec d'autres travaux dans le presbytère, lesquels ont commencé en 1921, tandis qu'un an plus tard J. et M. Buttles ont fait aménager la chapelle familiale dans l'église. Pendant la Seconde Guerre mondiale, l'église a été fermée, sans subir de dommages importants, et rouverte par l'armée américaine. La paroisse est membre de la Convocation des Églises épiscopaliennes en Europe. 
Ici, entre autres, la rock star David Bowie s'est mariée le 6 juin 1992 avec le mannequin Iman. 
L'église vieille-catholique florentine y célèbre également ses offices.  

## Description

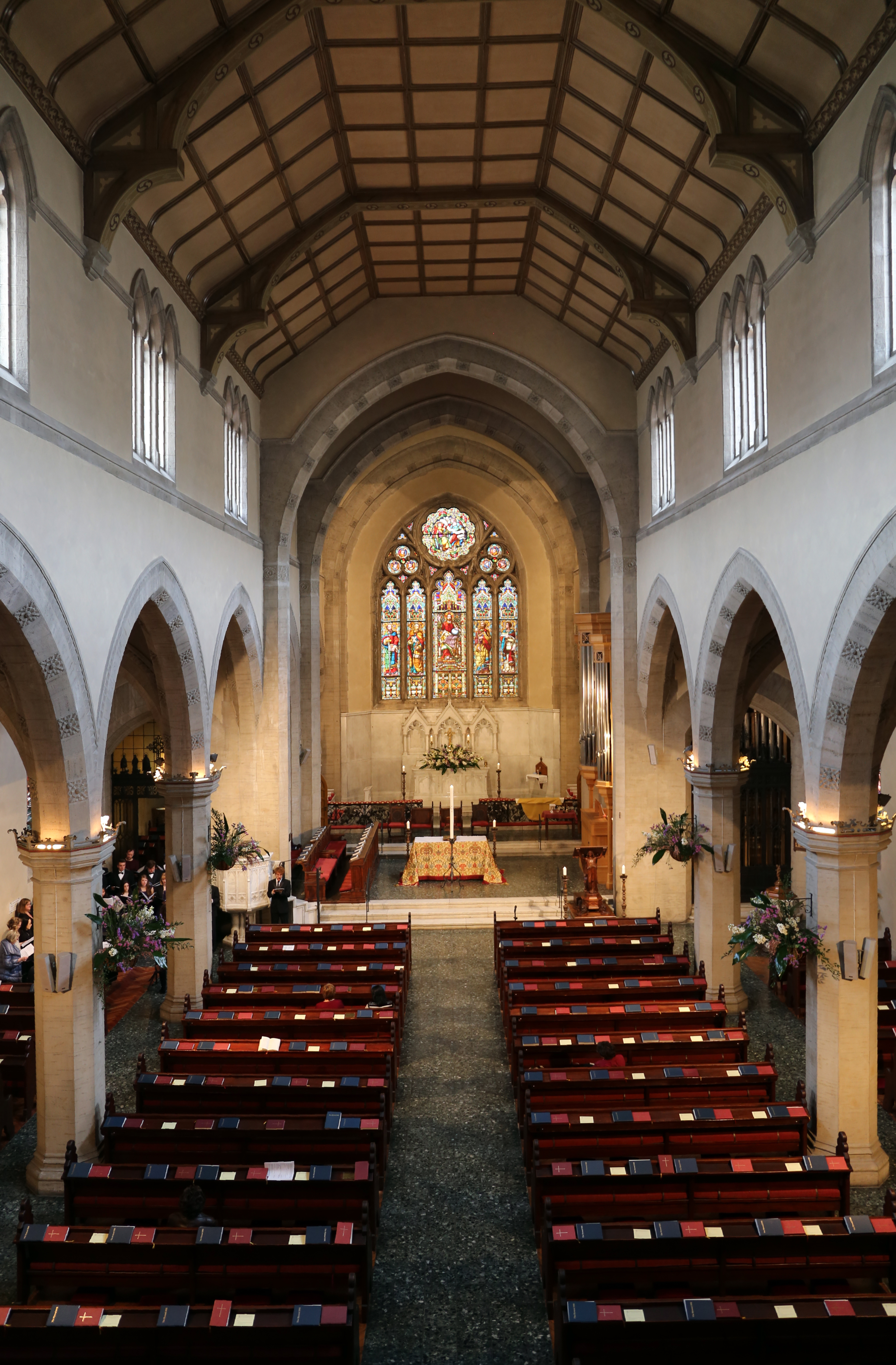
Intérieur.

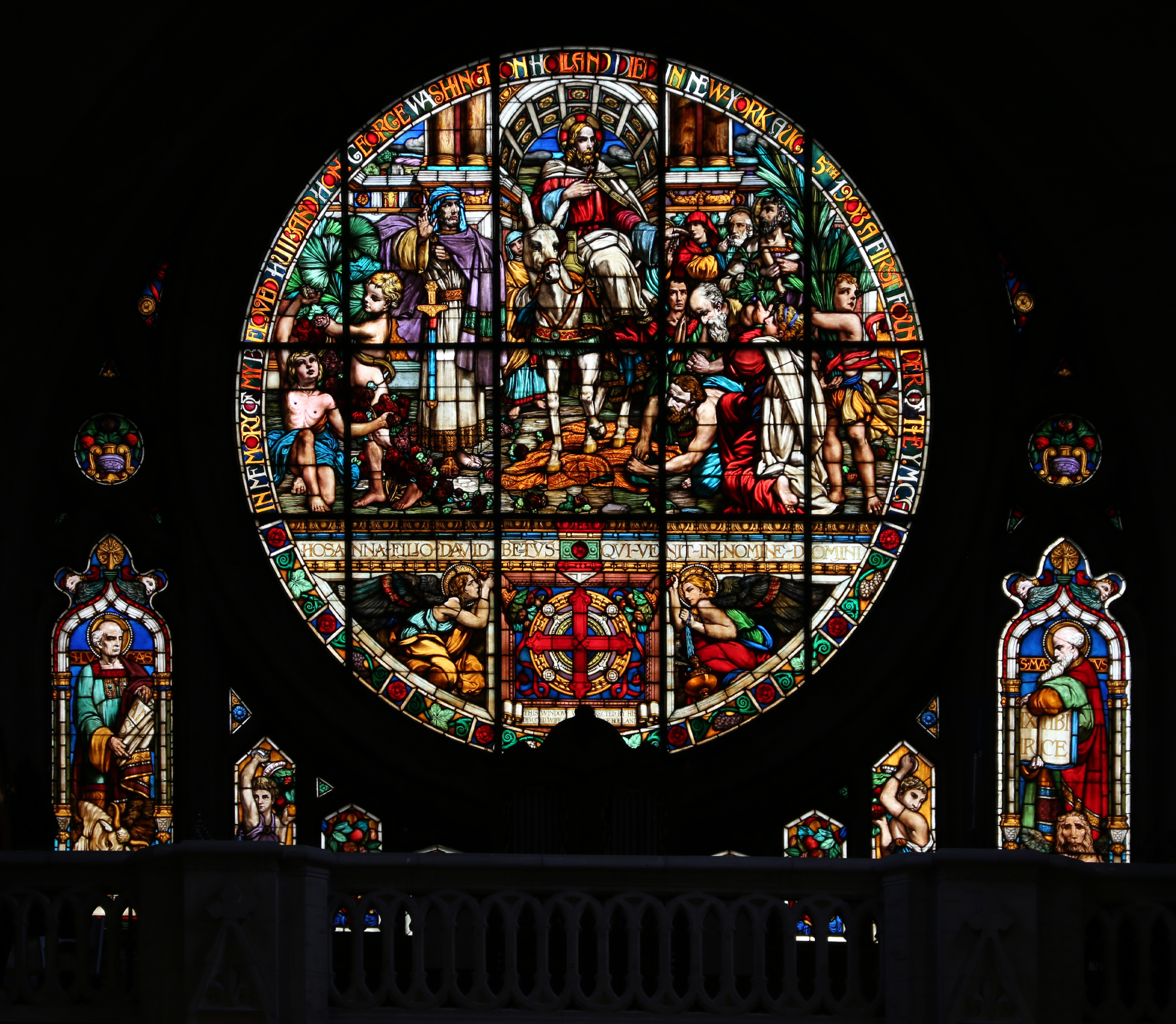
Entrée du Christ à Jérusalem (1911).

Le style du bâtiment, à trois nefs, reflète les canons du néo-gothique d'origine anglaise.  